# Kassetten-Skandal
Der sogenannte Kassetten-Skandal (ukrainisch Касетний скандал), auch bekannt als Tapegate oder Kutschmagate, war der größte politische Skandal während der Amtszeit von Leonid Kutschma als Präsident der Ukraine. Ausgangspunkt war die Veröffentlichung von Tonbandaufnahmen, auf denen der Präsident mit kompromittierenden Aussagen zu hören ist. Zwischen 1999 und 2000 nahm der damalige Leibwächter des ukrainischen Präsidenten, Major Mykola Melnytschenko, mehrere Gespräche zwischen Leonid Kutschma und hohen Staatsbeamten in dessen Büro auf, um den hohen Korruptionsgrad des politischen Systems zu dokumentieren. Nach dem Verschwinden des regierungskritischen Journalisten Heorhij Gongadse am 16. September 2000 entschloss sich Melnytschenko, die Bänder zu veröffentlichen.

## Die Tonbänder
Am 28. November 2000 übergab der Präsident der Sozialistischen Partei der Ukraine, Oleksandr Moros, den ukrainischen Medien Aufzeichnungen, die er auf einer Tonbandkassette von Melnytschenko erhalten hatte. Auf diesen ist Leonid Kutschma zu hören, wie er die „Liquidierung“ von Heorhij Gongadse, dem Gründer der regimekritischen Internet-Zeitung Ukrajinska Prawda, verlangt. Regierungsvertreter bezweifelten umgehend die Echtheit der Bänder und drohten mit Verleumdungsklagen.
Auf den Aufnahmen sind hohe Regierungsvertreter und Vertraute des Präsidenten zu hören, wie sie Staatsgeschäfte und für ihren Machterhalt relevante Probleme besprechen. Neben Leonid Kutschma sind das der damalige Direktor des ukrainischen Sicherheitsdienstes Leonid Derkatsch, der damalige Innenminister Jurij Krawtschenko, der damalige Parlamentsvorsitzende Wolodymyr Lytwyn und der damalige Generalstaatsanwalt der Ukraine Michail Potebenko. Unter anderem sprechen sie über den Journalisten Heorhij Gongadse und die Notwendigkeit ihn zum Schweigen zu bringen. Mykola Asarow, der damalige Präsident der ukrainischen Steuerverwaltung und spätere Ministerpräsident der Ukraine, ist ebenfalls zu hören. Weitere Abschnitte betreffen den damaligen, von Kutschma unabhängigen, Ministerpräsidenten Wiktor Juschtschenko, Unmut über unabhängige Medien und Journalisten sowie den angeblichen Verkauf des Koltschuga-Radarsystems an den Irak.
2002 bestätigte eine von Melnytschenko beauftragte amerikanische Firma die Echtheit.

## Politische Folgen
Die Echtheit der Bänder und die Frage nach ihrer Zulassung als Beweismaterial vor Gericht wurden nicht abschließend geklärt. Ihre Veröffentlichung führte jedoch zum politischen Niedergang der Regierung Leonid Kutschmas. Der Unmut über das durch die Bänder öffentlich gemachte korrupte und kriminelle Machtsystem entlud sich in Bürgerprotesten: Der erste Protest gegen den amtierenden Präsidenten Kutschma fand am 15. Dezember 2000 auf dem Majdan Nesaleschnosti in der ukrainischen Hauptstadt Kiew statt. Den Höhepunkt erreichten die Demonstrationen am 8. und 9. März 2001. Sie standen unter dem Slogan „Ukraine ohne Kutschma“. Die zuerst friedlichen Proteste endeten in gewaltsamen Auseinandersetzungen zwischen Demonstranten und dem Berkut. Als Folge der Proteste traten der Leiter des Sicherheitsdienstes Derkatsch im Februar 2001 und der Innenminister Krawtschenko im März 2001 zurück.  Krawtschenko kam im März 2005 unter ungeklärten Umständen ums Leben. Die Proteste gegen Kutschma dauerten bis Mai an. Im Mai 2001 wurde der amtierende Ministerpräsident Wiktor Juschtschenko entlassen, der sich daraufhin der Opposition anschloss und nach den Parlamentswahlen 2002 Fraktionsvorsitzender der Partei Unsere Ukraine wurde, der nun stärksten Kraft im Parlament. Trotzdem konnte sich die Regierung halten, vor allem aufgrund vieler Mandate aus Einerwahlkreisen, wo das Druck- und Bestechungssystem weiter funktionierte. Die Proteste gingen auch nach der Parlamentswahl weiter, im März 2003 demonstrierten 50.000 Personen. Die nächsten Wahlen führten zur Orangen Revolution.